# Либшюцберг
Либшюцберг (нем. Liebschützberg) — община в Германии, в земле Саксония. Подчиняется административному округу Лейпциг. Входит в состав района Северная Саксония.  
Население составляет 3234 человека (на 31 декабря 2010 года). Занимает площадь 68,42 км².
Коммуна подразделяется на 17 сельских округов.